# Radomir Erceg
Radomir Erceg, bosansko-hercegovski general, * 23. april 1919, † 15. marec 2014.

## Življenjepis
Leta 1941 je vstopil v NOVJ in KPJ. Med vojno je bil politični komisar več enot.
Po vojni je končal sovjetsko Pehotno častniško šolo, VVA JLA in Vojno šolo. Po vojni je bil med drugim vojaški ataše v ZSSR. Upokojen je bil leta 1969.